# Achelia mixta
Achelia mixta is een zeespin uit de familie Ammotheidae. De soort behoort tot het geslacht Achelia. Achelia mixta werd in 1994 voor het eerst wetenschappelijk beschreven door Stock. 